# Solène Barbance
Solène Barbance (Rodez, 13 agosto 1991) è una calciatrice francese, centrocampista del Rodez.

## Carriera

### Club
Barbance si appassiona al gioco del calcio fin da giovanissima, decidendo di tesserarsi con il Druelle all'età di 6 anni, società per la quale gioca 4 anni prima di trasferirsi al Rodez. Nella nuova società viene inizialmente inserita nelle formazioni miste, giocando con i ragazzini per altri 5 anni per poi passare alla sezione femminile, rimanendo altri 3 anni, allenandosi e approfondendo la preparazione tecnica al Centre national de formation et d'entraînement de Clairefontaine, il centro della Federcalcio francese (FFF) situato a Clairefontaine-en-Yvelines e vestendo la maglia del Rodez negli incontri di campionato. Dopo aver esordito in Division 3 Féminine, terzo livello del campionato francese femminile di calcio, al termine della stagione 2007-2008 contribuisce alla promozione in Division 2, coronata anche dal raggiungimento dei quarti di finale di Challenge de France, per poi decidere di lasciare la società al termine della stagione 2008-2009, conclusa al secondo posto Gruppo A vedendo sfuggire la storica promozione in Division 1.
Ciò nonostante durante il calciomercato estivo 2009 trova un accordo con il Tolosa avendo così l'occasione di debuttare in Division 1 per la stagione 2009-2010. Nelle due stagioni disputate con la nuova squadra conquista in entrambe la salvezza, la prima conclusa al nono posto in campionato e raggiungendo gli ottavi di finale in Coppa, la seconda l'ottavo in campionato e i sedicesimi in coppa. In questo periodo viene impiegata in campionato complessivamente in 36 occasioni, andando a segno 5 volte tutte nella stagione d'esordio.
Durante il calciomercato estivo 2011 coglie l'occasione offertale dal Paris Saint-Germain per giocare in una delle squadre di vertice del campionato francese, accordandosi con la società parigina per la stagione entrante, tuttavia Barbance trova poco spazio, venendo impiegata in campionato solo 3 volte, al quale si aggiunge l'unica presenza in Coppa di Francia, decidendo così di lasciare la società a fine stagione.
L'estate successiva arriva l'accordo con il Peamount United, società irlandese neocampionessa in Women's National League, dove grazie al risultato in campionato ha l'opportunità di esordire in UEFA Women's Champions League per la stagione 2012-2013. Con la società di Greenogue, Newcastle, rimane una sola stagione, dove al termine del campionato si classifica seconda in Women's National League, rientrando in patria trovando un accordo con il neopromosso Muret per giocare la prima parte del campionato di Division 1 Féminine 2013-2014, per poi trasferirsi all'Albi Marssac durante il calciomercato invernale e giocare con la società di Albi la seconda parte della stagione in Division 2. Barbance contribuisce alla conquista della prima posizione in campionato e della storica promozione in Division 1 della società al termine del campionato.
Durante la sosta invernale si trasferisce al Tolosa, rimanendovi fino al termine della stagione, per poi passare durante la successiva finestra estiva di calciomercato al Rodez.
Dopo due stagioni con la maglia del Bordeaux, Barbance è passata al Digione.
Durante la sessione estiva di calciomercato 2022 viene annunciato il suo trasferimento al Rodez, per indossare per la terza volta la tenuta giallorossa del club con cui esordì in prima squadra.

### Nazionale
Barbance inizia ad essere convocata dalla federazione calcistica francese nel corso del 2007, chiamata dall'allora tecnico responsabile della  formazione under 17 Gérard Sergent per disputare l'amichevole del 17 giugno 2007 dove la Francia supera la Polonia per 4-1, risultato fissato al 75' dall'ultima rete dell'esordiente Barbance. Soddisfatto della sua prestazione Sergent la inserisce in rosa nella squadra che affronta l'edizione 2007 della Nordic Cup il mese successivo e qualche mese più tardi in quella che affronta le qualificazioni all'edizione 2008 del campionato europeo di categoria, alla quale la Francia si qualifica e gioca, perdendola 3-0, la finale con le pari età della Germania. Grazie a questo risultato la squadra ha accesso anche al Mondiale U-17 di Nuova Zelanda 2008, il primo organizzato dalla FIFA per la fascia d'età più giovane del settore femminile. Barbance scende in campo in tutti i tre incontri disputati dalla Francia nella fase a gironi fino alla sua eliminazione da parte degli Stati Uniti, che affrontati nell'ultima partita pareggiata per 1-1, riescono a superare il turno in virtù di una migliore differenza reti. Questa è anche l'ultimo incontro dove la giocatrice indossa la maglia delle bleuettes Under-17.
Superati i limiti d'età, nel 2009 viene convocata dal tecnico Jean-Michel Degrange nella selezione under 19 invitata al torneo di La Manga. In seguito viene inserita in rosa per la seconda fase di qualificazione all'Europeo di Bielorussia 2009. Dopo aver fatto il suo esordio viene utilizzata in tutti i quattro incontri disputati dalla sua nazionale nella fase finale, i tre della fase a gironi, dove si classifica al primo posto del girone A, fino alle semifinali, dove la Francia viene eliminata dalla Svezia nell'incontro perso 5-1.

## Statistiche

### Presenze e reti nei club
Statistiche aggiornate al 24 gennaio 2025.
| Stagione          | Squadra             | Campionato        | Campionato | Campionato | Coppe nazionali | Coppe nazionali | Coppe nazionali | Coppe continentali | Coppe continentali | Coppe continentali | Altre coppe | Altre coppe | Altre coppe | Totale | Totale |
| Stagione          | Squadra             | Comp              | Pres       | Reti       | Comp            | Pres            | Reti            | Comp               | Pres               | Reti               | Comp        | Pres        | Reti        | Pres   | Reti   |
| ----------------- | ------------------- | ----------------- | ---------- | ---------- | --------------- | --------------- | --------------- | ------------------ | ------------------ | ------------------ | ----------- | ----------- | ----------- | ------ | ------ |
| 2007-2008         | Rodez               | D3                | 12         | 6          | CF              | 3               | 5               | -                  | -                  | -                  | -           | -           | -           | 15     | 11     |
| 2008-2009         | Rodez               | D2                | 21         | 8          | CF              | 3               | 2               | -                  | -                  | -                  | -           | -           | -           | 24     | 10     |
| 2009-2010         | Tolosa              | D1                | 19         | 5          | CF              | 3               | 2               | -                  | -                  | -                  | -           | -           | -           | 22     | 7      |
| 2010-2011         | Tolosa              | D1                | 17         | 0          | CF              | 1               | 0               | -                  | -                  | -                  | -           | -           | -           | 18     | 0      |
| 2011-2012         | Paris Saint-Germain | D1                | 3          | 0          | CF              | 1               | 0               | -                  | -                  | -                  | -           | -           | -           | 4      | 0      |
| 2012-2013         | Peamount United     | WNL               | ?          | ?          | CI              | ?               | ?               | UWCL               | 2                  | 0                  | -           | -           | -           | 2+     | 0+     |
| giu.-dic. 2013    | Muret               | D1                | 3          | 0          | CF              | -               | -               | -                  | -                  | -                  | -           | -           | -           | 3      | 0      |
| gen.-giu. 2014    | ASPTT Albi          | D2                | 12         | 5          | CF              | -               | -               | -                  | -                  | -                  | -           | -           | -           | 12     | 5      |
| giu.-dic. 2014    | ASPTT Albi          | D1                | 5          | 2          | CF              | -               | -               | -                  | -                  | -                  | -           | -           | -           | 5      | 2      |
| Totale ASPTT Albi | Totale ASPTT Albi   | Totale ASPTT Albi | 17         | 7          | -               | -               | -               | -                  | -                  | -                  | -           | -           | -           | 17     | 7      |
| gen.-giu. 2015    | Tolosa              | D2                | 9          | 1          | CF              | -               | -               | -                  | -                  | -                  | -           | -           | -           | 9      | 1      |
| Totale Tolosa     | Totale Tolosa       | Totale Tolosa     | 45         | 6          | -               | 4               | 2               | -                  | -                  | -                  | -           | -           | -           | 49     | 8      |
| 2015-2016         | Rodez               | D1                | 21         | 4          | CF              | 4               | 0               | -                  | -                  | -                  | -           | -           | -           | 25     | 4      |
| 2016-2017         | Rodez               | D1                | 19         | 1          | CF              | 2               | 1               | -                  | -                  | -                  | -           | -           | -           | 21     | 2      |
| 2017-2018         | Bordeaux            | D1                | 22         | 2          | CF              | 1               | 1               | -                  | -                  | -                  | -           | -           | -           | 23     | 3      |
| 2018-2019         | Bordeaux            | D1                | 21         | 0          | CF              | 1               | 0               | -                  | -                  | -                  | -           | -           | -           | 22     | 0      |
| Totale Bordeaux   | Totale Bordeaux     | Totale Bordeaux   | 43         | 2          | -               | 2               | 1               | -                  | -                  | -                  | -           | -           | -           | 45     | 3      |
| 2019-2020         | Digione             | D1                | 16         | 1          | CF              | 2               | 2               | -                  | -                  | -                  | -           | -           | -           | 18     | 3      |
| 2020-2021         | Digione             | D1                | 21         | 3          | CF              | 1               | 0               | -                  | -                  | -                  | -           | -           | -           | 22     | 3      |
| 2021-2022         | Digione             | D1                | 20         | 1          | CF              | 1               | 0               | -                  | -                  | -                  | -           | -           | -           | 21     | 1      |
| Totale Digione    | Totale Digione      | Totale Digione    | 57         | 5          | -               | 4               | 2               | -                  | -                  | -                  | -           | -           | -           | 61     | 7      |
| 2022-2023         | Rodez               | D1                | 22         | 1          | CF              | 1               | 0               | -                  | -                  | -                  | -           | -           | -           | 23     | 1      |
| 2023-2024         | Rodez               | D2                | 18         | 3          | CF              | 1               | 0               | -                  | -                  | -                  | -           | -           | -           | 19     | 3      |
| 2024-2025         | Rodez               | D2                | 9          | 1          | CF              | -               | -               | -                  | -                  | -                  | -           | -           | -           | 9      | 1      |
| Totale Rodez      | Totale Rodez        | Totale Rodez      | 121        | 24         | -               | 14              | 8               | -                  | -                  | -                  | -           | -           | -           | 135    | 32     |
| Totale carriera   | Totale carriera     | Totale carriera   | 290+       | 44+        | -               | 25+             | 13+             | -                  | 2                  | 0                  | -           | -           | -           | 317+   | 57+    |

## Palmarès

### Club
- Campionato francese di seconda divisione: 1

ASPTT Albi: 2013-2014

### Nazionale
- Campionato d'Europa under 19: 1

Macedonia 2010